# Dally Randriantefy
Dally Randriantefy (ur. 23 lutego 1977 w Antananarywie) – madagaskarska tenisistka, grająca w latach 1994–2006, trzykrotna olimpijka.
Jej siostra Natacha również była zawodową tenisistką.

## Kariera tenisowa
Status profesjonalny uzyskała w 1994 roku. Siedmiokrotna zwyciężczyni turnieju ITF. W WTA Tour Dally zadebiutowała w turnieju w Luzernie przegrywając w pierwszej rundzie eliminacji. W kolejnym turnieju poległa w II rundzie kwalifikacji. W turnieju głównym pierwszy raz wystąpiła w Eastbourne dzięki wygranym meczom kwalifikacyjnym. W turniejach wielkoszlemowych zadebiutowała w Australian Open. I tam właśnie wygrywając trzy mecze eliminacyjne i dwa już w turnieju głównym dotarła do 1/32 finału. Tam przegrała z piąta wówczas w rankingu – Mary Pierce. W późniejszych występach nie osiągała większych sukcesów. Do jej sukcesów można zaliczyć III rundy w Australian Open, w US Open i we French Open, 4-krotny występ w ćwierćfinałach i 2-krotny w półfinałach. Swój ostatni mecz zagrała w 2006 roku na kortach w Melbourne. Najwyżej w rankingu była sklasyfikowana na 44. pozycji w kwietniu 2004 roku.

## Wygrane turnieje rangi ITF
| turnieje z pulą nagród 100 000 $ |
| turnieje z pulą nagród 75 000 $  |
| turnieje z pulą nagród 50 000 $  |
| turnieje z pulą nagród 25 000 $  |
| turnieje z pulą nagród 15 000 $  |
| turnieje z pulą nagród 10 000 $  |

### Gra pojedyncza
|    | Data       | Turniej        | Kat. | ($)    | Naw.   | Finalistka            | Wynik         |
| 1. | 20/09/1993 | Marsylia       | ITF  | 10 000 | ziemna | Maider Laval          | 3:6, 7:5, 6:4 |
| 2. | 11/07/1999 | Le Touquet     | ITF  | 10 000 | ziemna | Stephanie Testard     | 6:3, 6:3      |
| 3. | 22/10/2000 | Joué-lès-Tours | ITF  | 25 000 | twarda | Lydia Steinbach       | 4:0, 4:1, 4:1 |
| 4. | 03/06/2001 | Biella         | ITF  | 25 000 | ziemna | Joana Cortez          | 6:1, 6:1      |
| 5. | 08/09/2002 | Denain         | ITF  | 50 000 | ziemna | Maria Golowiznina     | 6:2, 3:6, 6:2 |
| 6. | 15/09/2002 | Bordeaux       | ITF  | 75 000 | ziemna | Jewgienija Kulikowska | 7:5, 6:2      |
| 7. | 19/10/2003 | Joué-lès-Tours | ITF  | 25 000 | twarda | Kaia Kanepi           | 7:5, 6:4      |